# Termitorioxa cobourgensis
Termitorioxa cobourgensis är en tvåvingeart som beskrevs av Albany Hancock 1996. Termitorioxa cobourgensis ingår i släktet Termitorioxa och familjen borrflugor. Inga underarter finns listade i Catalogue of Life.